# Giotto Bizzarrini

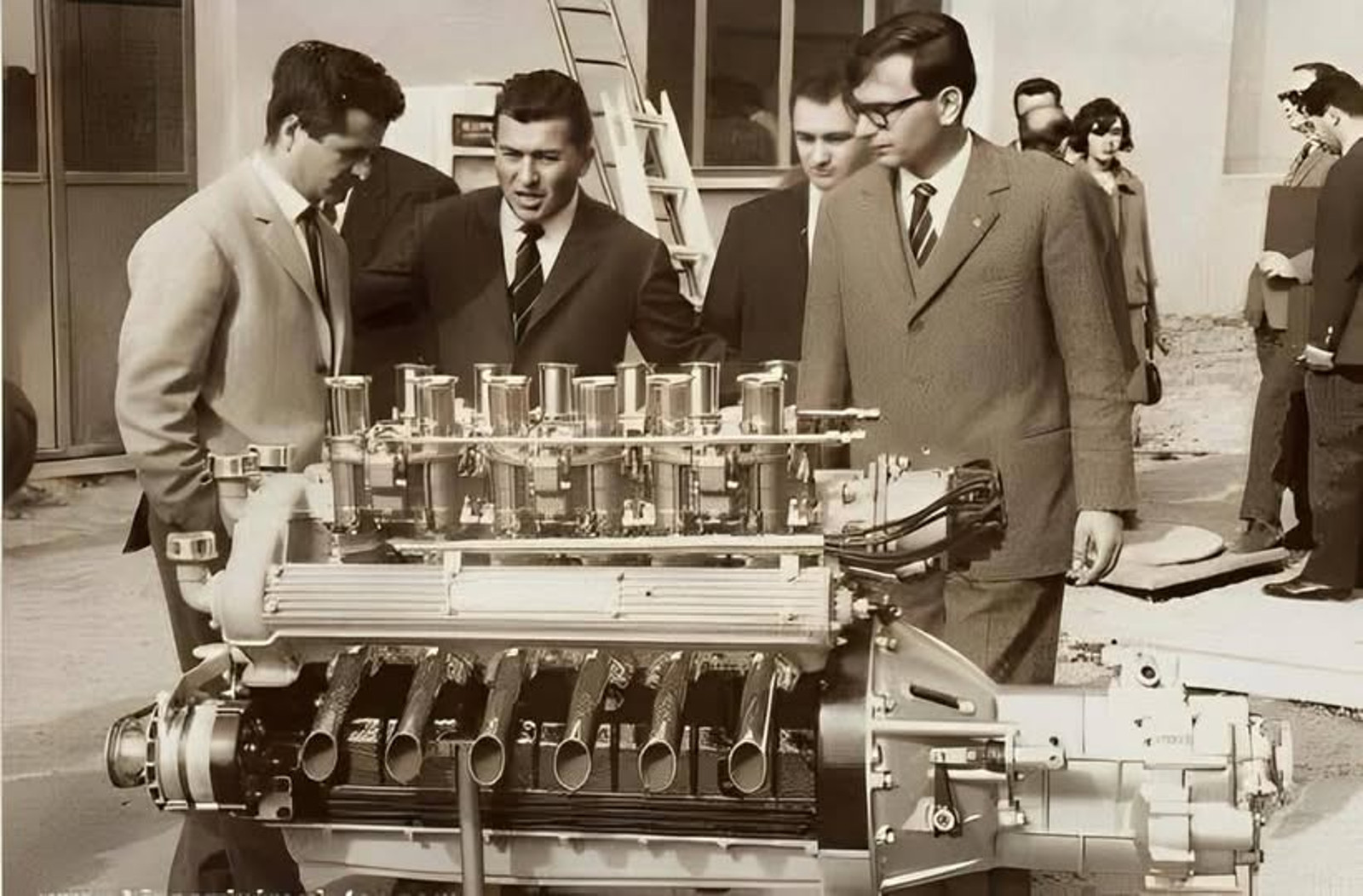
Giotto Bizzarrini (izquierda) con Ferruccio Lamborghini (centro) y Gian Paolo Dallara (derecha) en 1963

Giotto Bizzarrini (Quercianella, provincia de Livorno, Italia; 6 de junio de 1926-13 de mayo de 2023) fue un ingeniero automotriz italiano que estuvo activo desde la década de 1950 hasta la década de 1970.
Después de graduarse en 1953, Bizzarrini finalmente se unió a Alfa Romeo como piloto de pruebas. Se ganó la reputación de identificar y resolver problemas y Ferrari lo contrató en 1957. La responsabilidad de Bizzarrini aumentó hasta que se convirtió en jefe de desarrollo de automóviles deportivos en Ferrari a fines de la década de 1950, trabajando en proyectos tan notables como el Ferrari 250 GTO. Se separó de la empresa como parte del 'Great Walkout' en 1961. Trabajó primero con ATS y luego en 1962 fundó su propia empresa, Società Autostar, cuyo nombre fue cambiado a Bizzarrini en 1964. Además de producir el exótico Bizzarrini 5300 GT, también trabajó para otros fabricantes como Iso, Lamborghini y Alfa Romeo. Varios prototipos de la década de 2000 llevan su nombre.

## Primeros años

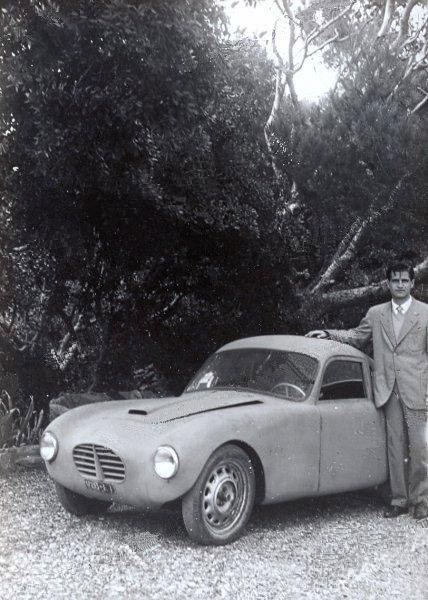
Giotto Bizzarrini y el Fiat 500 Machinetta (1953) en sus años de estudiante en la Universidad de Pisa

Bizzarrini era hijo de un rico terrateniente de Livorno. Su abuelo, también llamado Giotto Bizzarrini, era un biólogo que había trabajado con Guillermo Marconi en sus inventos, especialmente la radio, motivo por el que una de las secciones de la Biblioteca de Livorno recibió el nombre de Biblioteca Bizzarrini.
Se licenció en ingeniería por la Universidad de Pisa en 1953. Su tesis en su último año fue un rediseño completo de un Fiat Topolino usado, en el que modificó el motor para aumentar la potencia y lo reubicó en el chasis para mejorar su manejabilidad.

## Alfa Romeo
Después de graduarse, se dedicó brevemente a la docencia antes de unirse en agosto de 1954 a la unidad 'Servizio Esperimenze Principali' de Alfa Romeo, dirigida por el ingeniero Nicolis. Fue asignado al desarrollo del chasis del Alfa Romeo Giulietta, un cometido decepcionante, ya que aspiraba a convertirse en ingeniero de motores. Más adelante pudo pasar al Departamento Experimental, recibiendo capacitación para convertirse en conductor de pruebas. Según sus palabras: “Me convertí en un piloto de pruebas que casualmente también era ingeniero, con principios matemáticos. Siempre necesité saber por qué algo fallaba, para poder inventar una solución".

## Ferrari
Bizzarrini dejó Alfa Romeo en 1957 y se fue a Ferrari cuando esa empresa necesitaba un piloto de pruebas. Rápidamente fue ascendido a controlador de desarrollo de coches deportivos, GT y experimentales.
Trabajó durante cinco años en Ferrari como ingeniero jefe, interviniendo así mismo como desarrollador, diseñador y piloto de pruebas calificado. El 250 GT 2+2/GTE, el motor Testa Rossa V12 de 3 litros, el 250 TR Testa Rossa y el 250GT SWB (Short Wheelsbase Berlinetta o Berlinetta Passo Corto) fueron influidos por sus ideas y soluciones técnicas. Para una de las series de carreras de Ferrari más exitosas, la 250, Bizzarrini trabajó intensamente para desarrollar el chasis, los motores y las soluciones dinámicas avanzadas.

### Ferrari 250 GTO
Su obra maestra en Ferrari fue el 250 GTO de 1962. Se involucró con el proyecto en 1960. Ferrari quería un GT con mejor aerodinámica que el 250 GT SWB anterior. El SWB era un gran deportivo, pero tenía una resistencia aerodinámica considerable. Jaguar acababa de lanzar el E-Type y Ferrari necesitaba un contendiente superior. Enzo Ferrari quería asegurarse de que su equipo de carreras no sufriera otra derrota como en la carrera de Le Mans de 1959. 

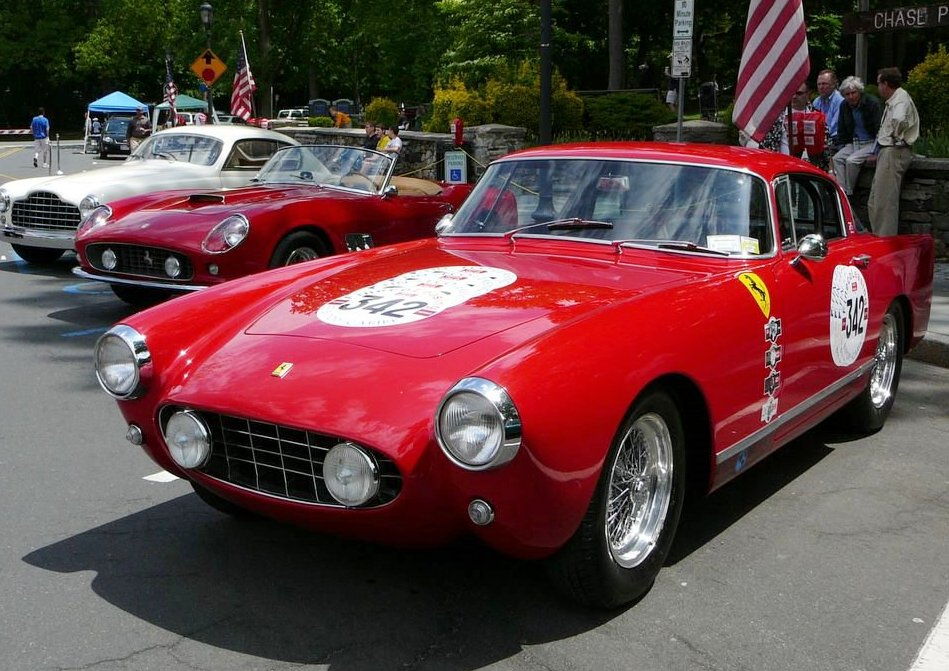
1959 GT Boano

Las pruebas comenzaron en secreto con un 250 GT, con carrocería de Mario Boano, con el número de chasis # 2643GT, que era el coche personal de Bizzarrini. Este automóvil se desarrolló y se utilizó como mula de prueba para evaluar soluciones técnicas que luego se incorporarían al GTO. Este coche era conocido como el patito feo de Bizzarrini (según sus propias palabras: "Llamamos al coche Il Mostro". 'El monstruo'). Las pruebas con el chasis SWB mostraron una pérdida de velocidad considerable debido a la resistencia aerodinámica, por lo que Bizzarrini redujo el área frontal y aumentó la longitud del capó, para reducir tanto la resistencia como la tendencia a la elevación frontal a altas velocidades. Desplazó el motor hacia el chasis y lo bajó (usando un sistema de lubricación por cárter seco) para mejorar la distribución y el manejo del peso. El resultado fue el 250 GTO.

## Count Volpi, los especiales y ATS

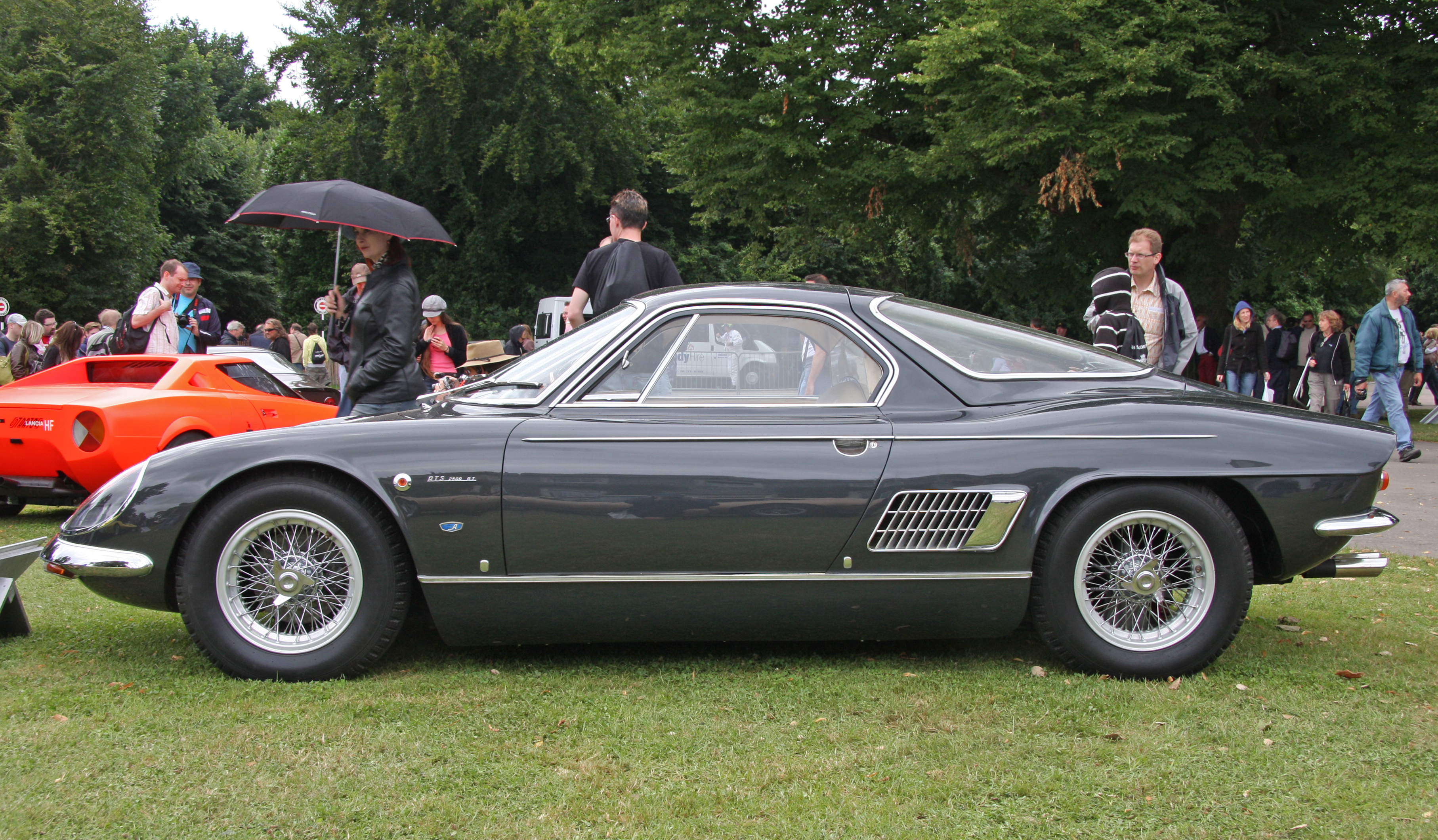
ATS 2500 GT

En 1961, Bizzarrini fue uno de los "cinco famosos" ingenieros que dejaron Ferrari en la llamada "noche de los Cuchillos Largos de Ferrari", provocada por una reorganización del personal de ingeniería. Con otros ex ingenieros de Ferrari (incluido Carlo Chiti), Bizzarrini fundó la empresa Automobili Turismo e Sport (ATS) para construir un monoplaza de Fórmula 1 y un deportivo GT, el ATS Serenissima.
En 1962, Bizzarrini fue contratado por el Conde Giovanni Volpi, propietario de la Scuderia Serenissima Republica di Venezia, para actualizar un Ferrari 250 GT SWB (número de chasis 2819GT) a la especificación GTO. Ferrari estaba molesto con Volpi y se negó a venderle un GTO, por lo que tuvieron que adquirir y modificar un vehículo usado. 

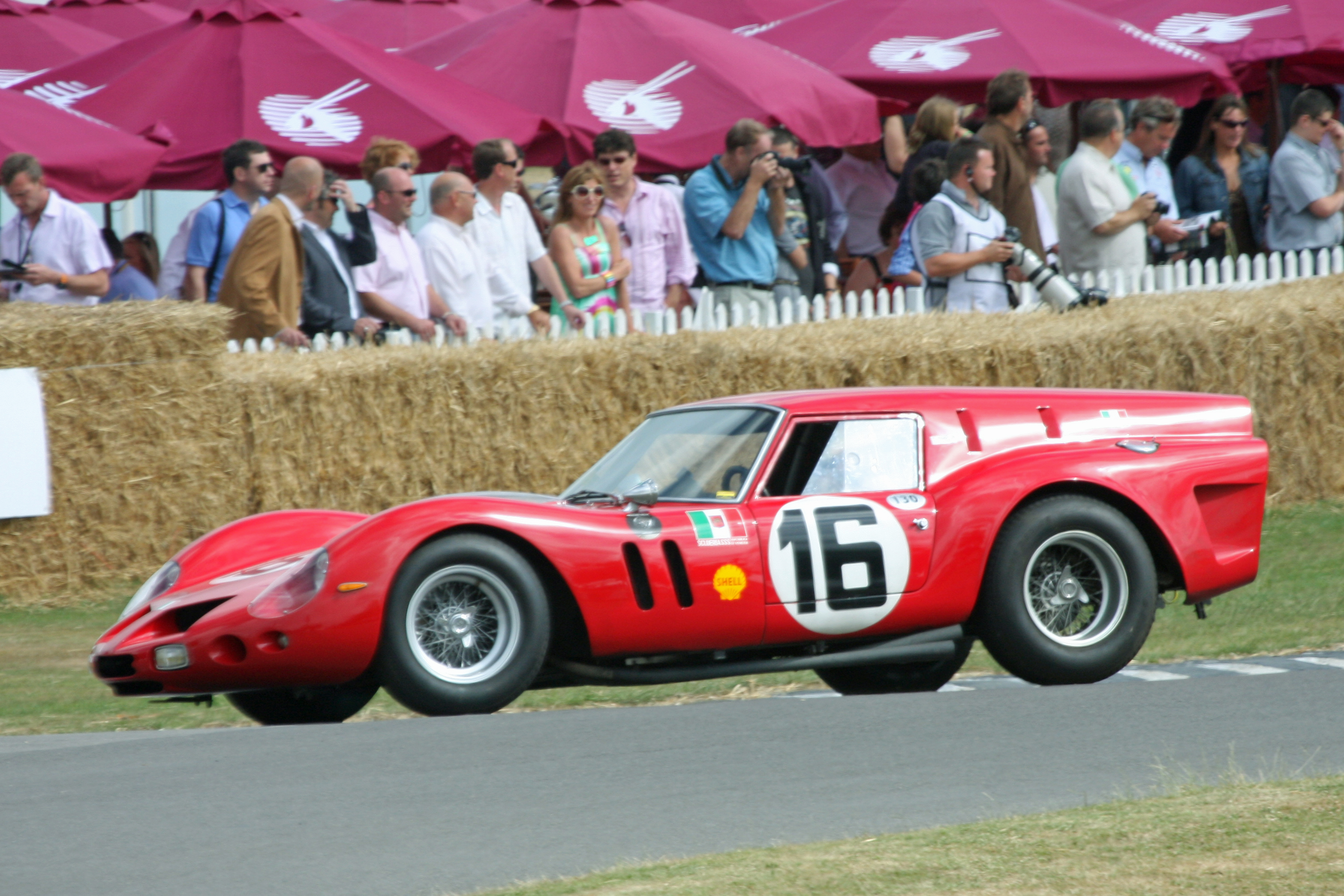
Ferrari 250GT Drogo # 2819GT "Breadvan"

Bizzarrini aplicó todas las ideas del GTO y desarrolló con Piero Drogo, de Carrozzeria Sports Cars en sus talleres deModena, una carrocería aerodinámicamente avanzada, incluso más baja que la del GTO, con la línea del techo espectacularmente extendida hasta la parte trasera, y luego truncada abruptamente siguiendo la teoría aerodinámica de Kamm. El coche se completó en solo 14 días. La mecánica se reformó ampliamente y el motor se realojó mejor en el chasis y se bajó, utilizando lubricación por cárter seco. Este automóvil, número de chasis # 2819GT, se llamaba Ferrari Breadvan y actualmente compite en eventos de deportivos antiguos. El coche corrió en ese momento con cierto éxito, con Carlo Abate y otros pilotos al volante, pero no pudo vencer a los GTO porque todavía tenía la caja de cambios de cuatro velocidades. Al menos otros dos coches de la serie 250GT fueron desarrollados por Bizzarrini, Piero Drogo y Neri y Bonacini según las especificaciones GTO y recibieron carrocerías distintivas con formas avanzadas similares.
En 1962 Bizzarrini fundó la Società Autostar, una empresa a través de la cual pujaría por proyectos de ingeniería autónomos.

## Motor Lamborghini

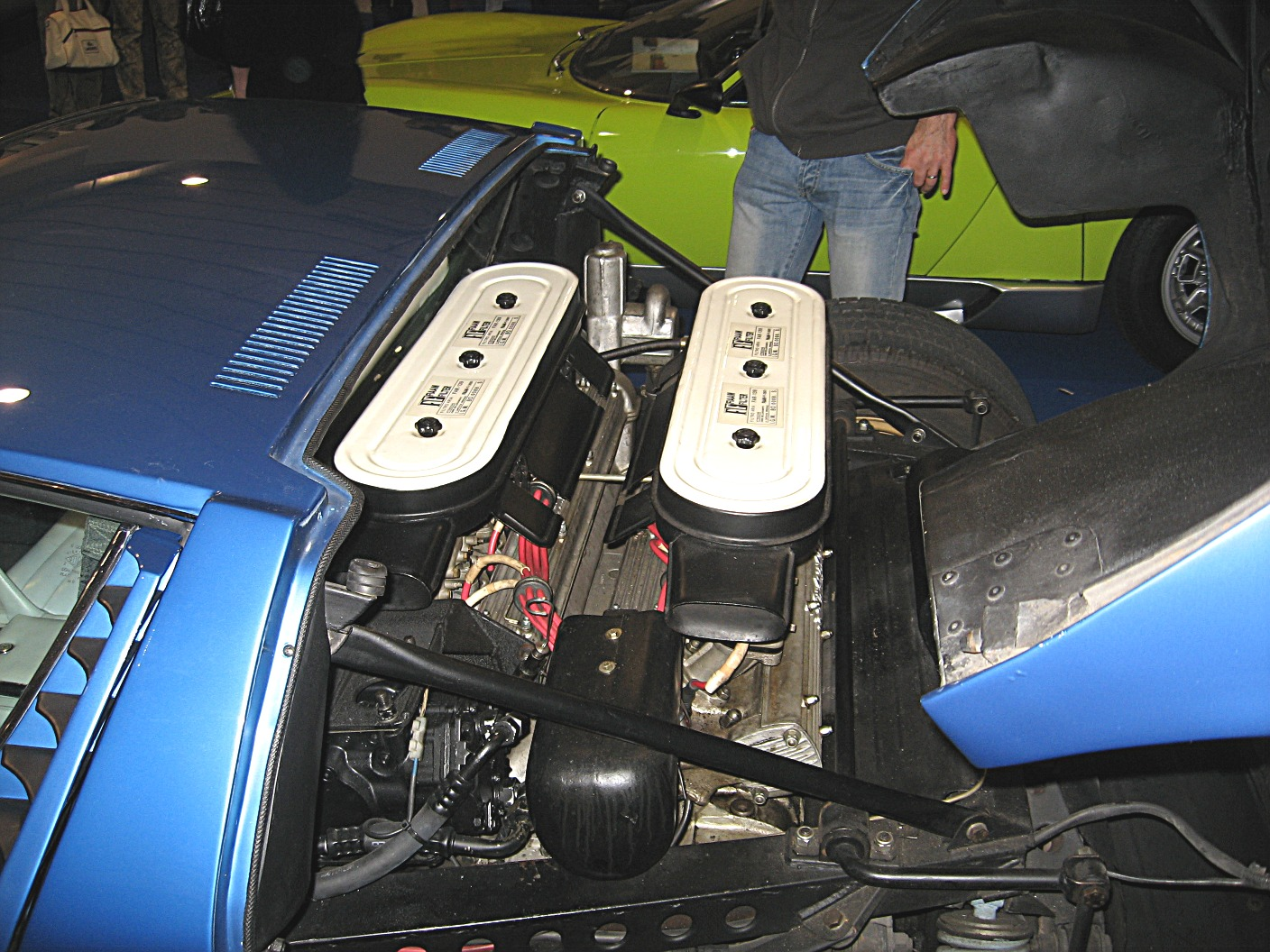
Lamborghini V12 diseñado por Bizzarrini en el compartimento del motor de un Miura

Ferruccio Lamborghini encargó a la Società Autostar que diseñara un motor para su empresa de fabricación de automóviles, los nuevos GT de Lamborghini. El Lamborghini V12 se fabricó por primera vez para su uso en el 350GT en 1964. Se utilizaron variaciones del diseño básico en todos los Lamborghini V-12 hasta 2010. Originalmente cubicaba 3464 cm³ (211 plg³) en el 350GT, y se había aumentado su desplazamiento a 6496 cm³ (396 plg³) en el Murciélago SV.

## Iso Autoveicoli SpA.

### Iso Grifo

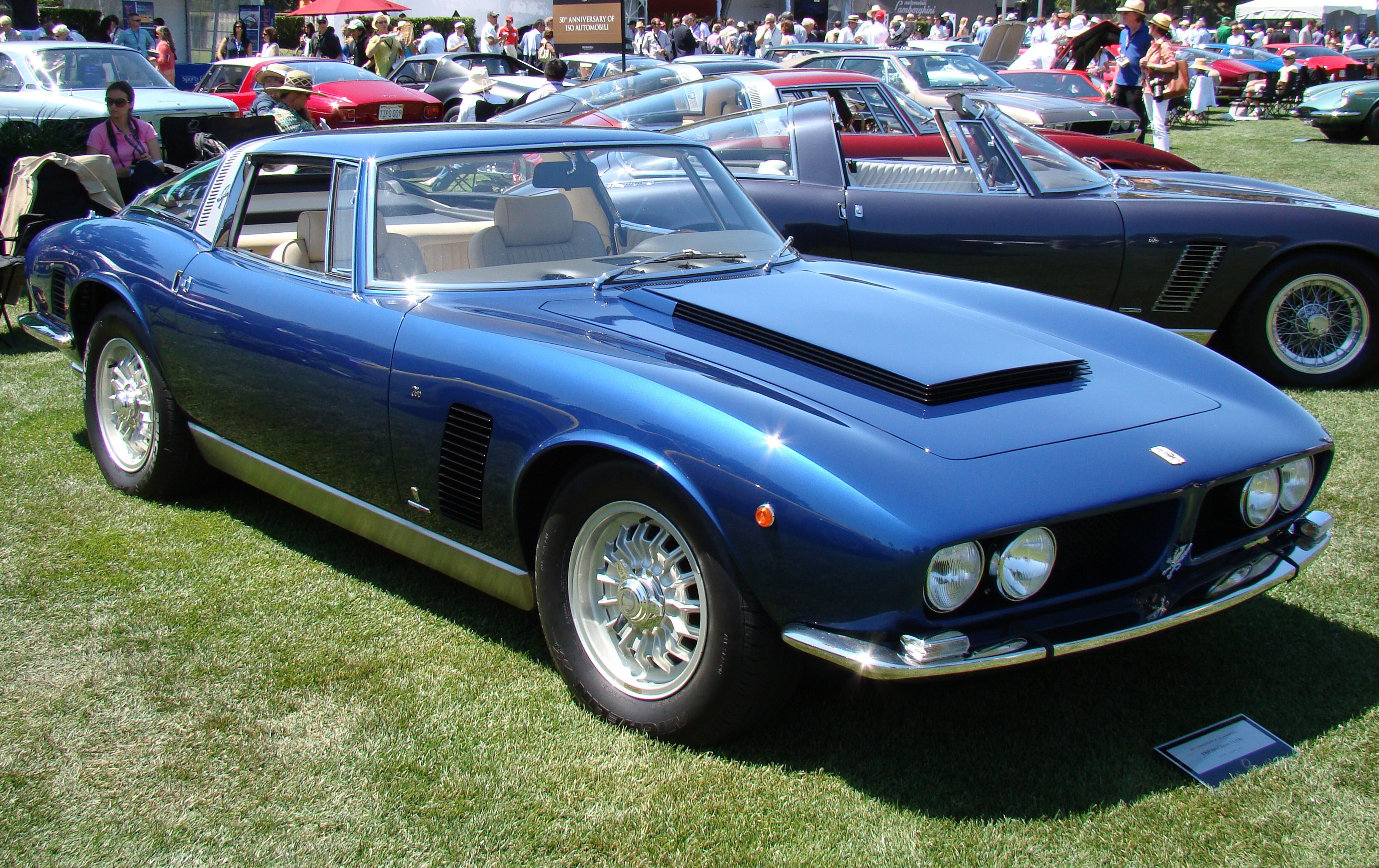
Iso Grifo

La Società Autostar desarrolló coches para Iso Autoveicoli incluido el Iso Rivolta IR 300 y el Iso Grifo.
Una disputa entre Bizzarrini e Iso puso fin a su colaboración y llevó a la Società Autostar a construir variantes del Iso Grifo bajo la marca Bizzarrini, lo que llevó a cambiar el nombre de Società Autostar primero, en 1964, a Società Prototipi Bizzarrini y luego en 1966 a Bizzarrini SpA.

## Bizzarrini SpA

### 5300 GT Strada

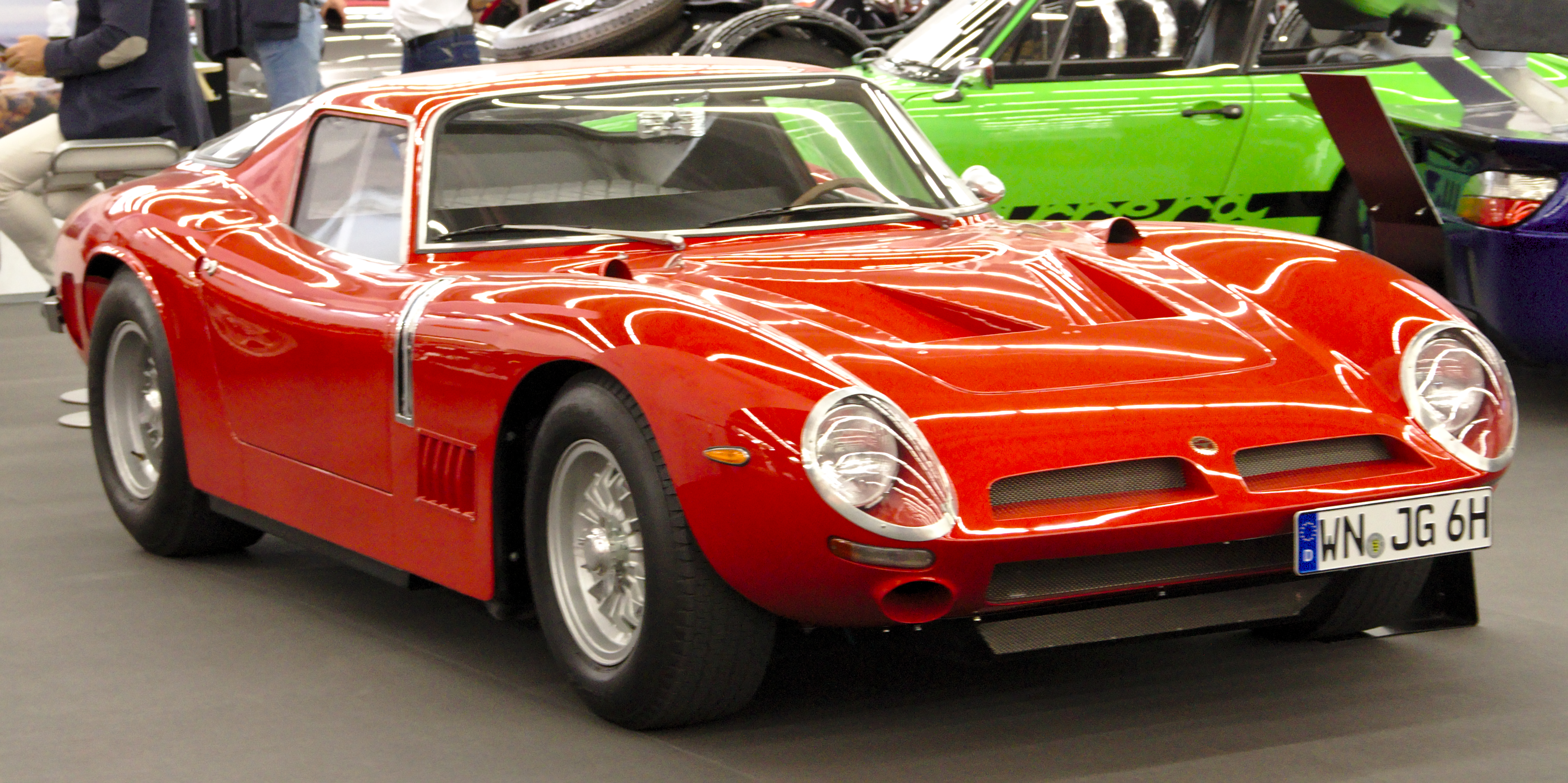
Bizzarrini 5300 GT Strada

Bizzarrini SpA es conocida por el Bizzarrini 5300 GT Strada, producido entre 1965-1968. Este coche tenía el estilo de Giorgetto Giugiaro cuando trabajaba para Bertone.
Italdesign de Giugiaro se fundó el 13 de febrero de 1968 con el objetivo de construir en cuarenta días su primer diseño, basado en el coche de carreras Bizzarrini Grifo con fecha límite para el Salón del Automóvil de Turín en abril. El prototipo Manta de Giugiaro causó sensación y lanzó con éxito la empresa.
Bizzarrini SpA se declaró en quiebra en 1969, lo que puso fin a los días de Bizzarrini como fabricante de automóviles.
Después de Bizzarrini SpA, Giotto Bizzarrini también desarrolló diseños avanzados para otras empresas, incluida American Motors para la que construyó prototipos para el proyecto AMX/3, y como consultor técnico y de estilo para GM en Europa y EE. UU., las principales marcas de motocicletas japonesas y reconocidas marcas de diseñadores como Pininfarina.

## Actividad posterior
Giotto Bizzarrini enseñó y trabajó con la Universidad de Roma, desarrollando proyectos avanzados y diseñando y construyendo sus propios coches deportivos. A menudo se le cita diciendo: "No soy un diseñador de automóviles, soy un trabajador".
El 23 de octubre de 2012, durante la inauguración del nuevo Campus de Diseño de la Universidad de Florencia en Calenzano, el profesor Giotto Bizzarrini recibió el título en Diseño Industrial honoris causa.